# Ischnus sparsus
Ischnus sparsus är en stekelart som beskrevs av Henry Keith Townes, Jr. 1962. Ischnus sparsus ingår i släktet Ischnus och familjen brokparasitsteklar. Inga underarter finns listade i Catalogue of Life.